# Izgrev, Burgas
Izgrev (în bulgară Изгрев) este un sat în comuna Țarevo, regiunea Burgas,  Bulgaria. 

## Demografie
Componența etnică a satului Izgrev
     Bulgari (100%)
     Nicio identificare (0%)
     Altele (0%)
La recensământul din 2011, populația satului Izgrev era de 24 locuitori. Din punct de vedere etnic, toți locuitorii erau bulgari.